# 中區 (澳門)

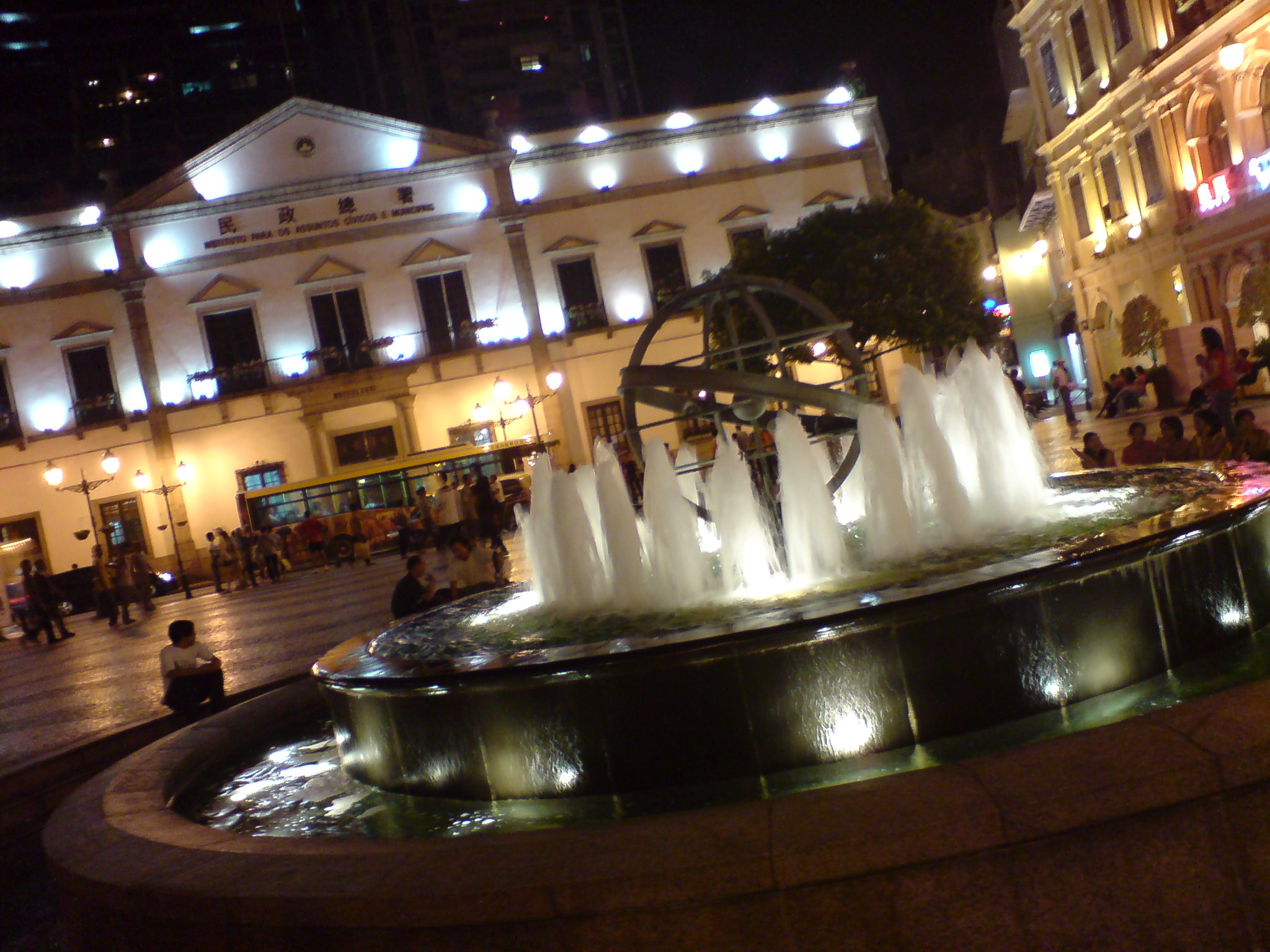
澳門議事亭前地噴水池夜景

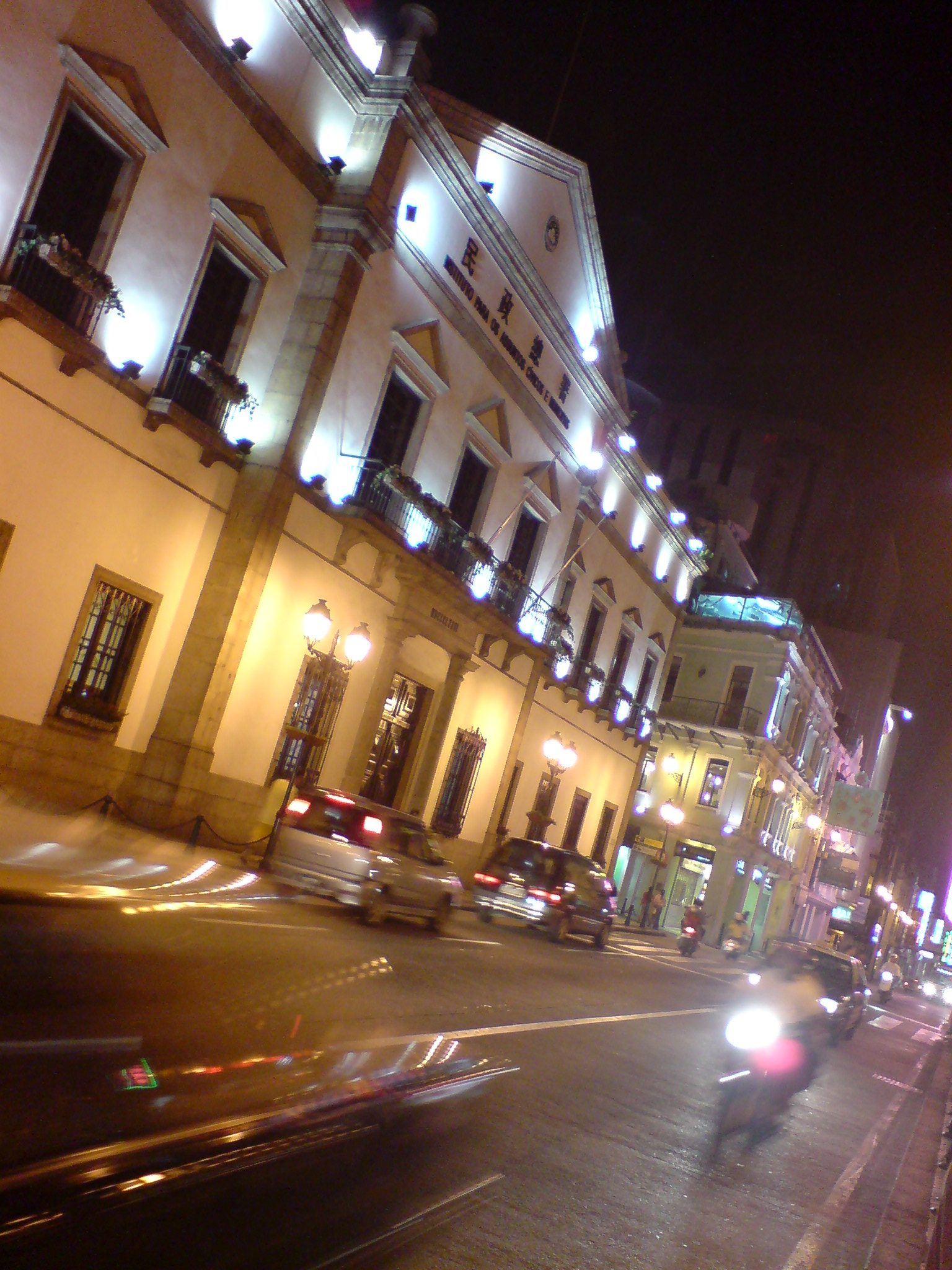
澳門民政總署夜景

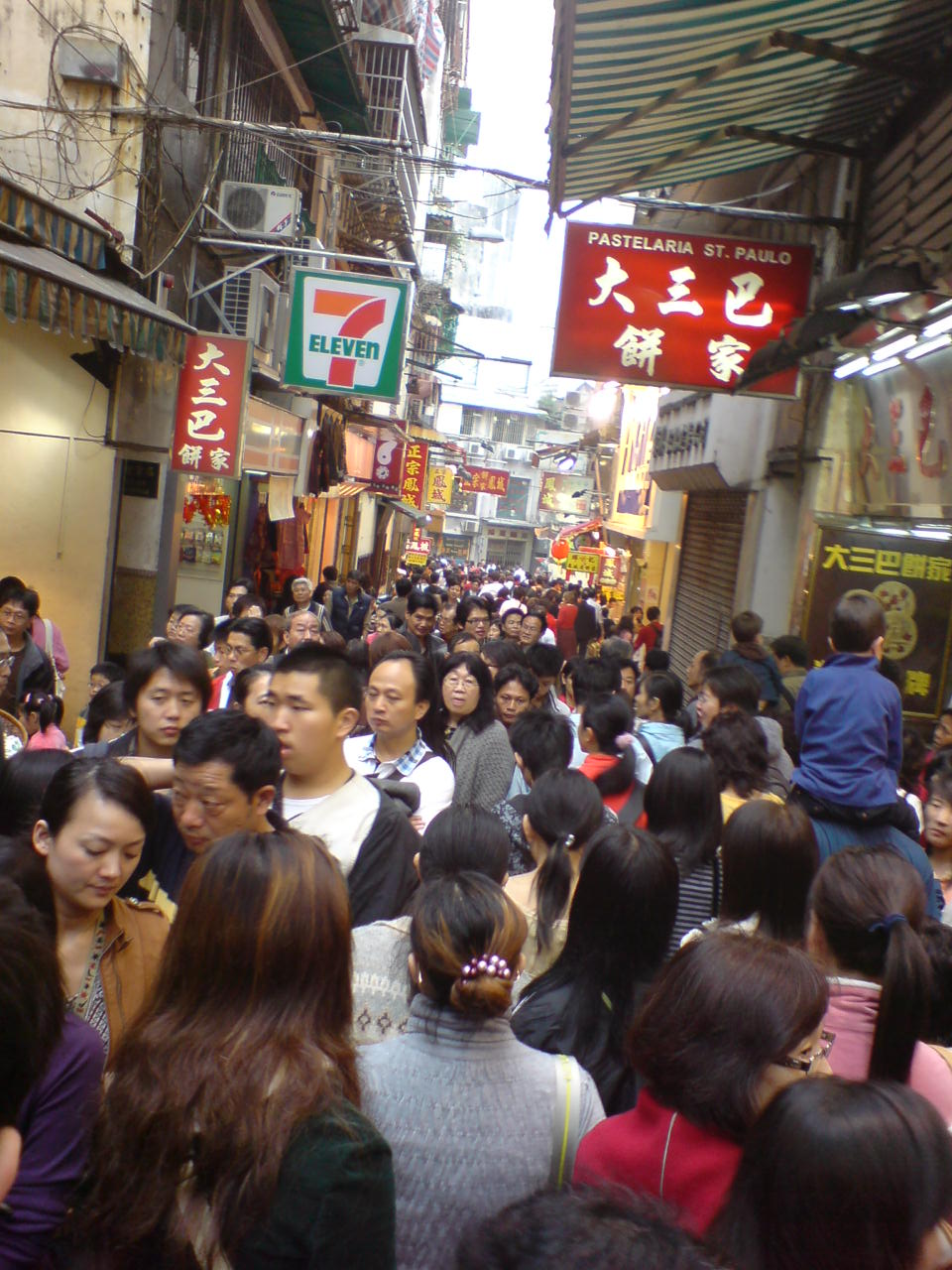
農曆新年時的板樟堂一帶

中區（葡萄牙語：Centro）是指澳門半島中部的區域，行政區劃主要屬於大堂區，為澳門傳統的商業中樞，以議事亭前地為中心。區內的樓房建築特式充滿歐陸風格，是澳門的旅遊熱點之一。

## 簡介
議事亭前地是澳門中區最熱鬧的地方，經常舉辦多項表演節目，每逢節日假期更有不同團體組織舉辦的大型活動，以往每年的除夕倒數晚會都會在此舉辦，直至2005年澳門旅遊塔前的西灣湖廣場落成，才改為除夕倒數晚會的副場地；每年農曆新年的小型花市都在此舉行，現在新年花市改在塔石廣場舉行。每逢歲時節慶時（如聖誕節、農曆新年）這裡都會設有大型燈飾增添節日氣氛。議事亭前地附近擁有大量商店，有現今最新的名店，亦有特色的古老店舖，更有街頭小販。而且議事亭前地左右都是充滿南歐風情的特色建築。
另外，板樟堂一帶也是中區較熱鬧的區域，區內建有大型商場、特色小食店舖，而且是通往大三巴牌坊及大炮台的必經之路，人流眾多。而且中區毗鄰許多旅遊勝地，當中包括水坑尾、大三巴、八角亭、南灣、新葡京、葡京、永利澳門和十六浦等。

## 景點
中區內擁有許多旅遊景點及名勝古勝當中分括：
| - 民政總署大樓（前市政廳大樓）* - 議事亭前地（噴水池）* - 新馬路（亞美打利庇盧大馬路） - 崗頂劇院（伯多祿五世劇院）* - 聖奧斯定教堂（龍嵩廟、崗頂聖堂）* - 何東圖書館 * - 崗頂前地 * - 郵政局大樓 - 三街會館（關帝廟）* | - 仁慈堂大樓 * - 大堂（主教座堂）* - 盧家大屋（金玉堂）* - 旅遊局辦事處 - 玫瑰聖母堂（玫瑰堂／板樟堂）* - 板樟堂前地 * - 大堂前地 * - 營地大街 - 福隆新街 |
| | |

帶* 號者是列入聯合國《世界文化遺產名錄》中的澳門歷史城區景點。

## 交通
中區交通四通八達，乘搭公共交通工具可以輕易到達澳門各處。